# Obszar samorządowy
Obszar samorządowy, LGA (ang. local government area) – jednostka podziału administracyjnego niższego szczebla w Australii, Gambii i Nigerii.
W Australii obszar samorządu lokalnego obejmuje 10 typów samorządów:
- area (obszar)
- borough (okręg)
- city (miasto)
- community government council (rada społeczna)
- district council (rada okręgowa)
- municipality/municipal council (rada gminy miejskiej)
- municipality (gmina)
- rural city (gmina wiejska)
- shire (hrabstwo)
- town (miasteczko).

W Gambii LGA istnieją obok 5 okręgów i 1 miasta wydzielonego. Powstały w 2002 roku na mocy Local Govemment Act i służą głównie do celów statystycznych oraz organizowania wyborów.
W Nigerii LGA stanowią jednostki podziału administracyjnego drugiego szczebla. W 36 stanach znajduje się ich łącznie 774.